# Кондукетор
Кондукето́р (рум. Conducător румунська: [kondukəˈtor] — «лідер», «ватажок») — офіційний титул румунського диктатора Іона Антонеску, а також неофіційний для ряду інших румунських політиків.

## Походження терміна
Слово походить від румунського дієслова a conduce, яке в свою чергу, походить від латинського ducere (ввести). Від цього ж слова походять латинське dux (лідер, ватажок) і французьке duc (герцог). Його значення аналогічне, таким титулам як: фюрер в нацистській Німеччині, дуче в фашистській Італії і каудільо в націоналістичній Іспанії.

## Використання
Вперше його було використано румунським королем Каролем II, як додатковий титул, в останні роки правління Фронту національного відродження, і опісля він був прийнятий маршалом Іоном Антонеску, який 14 вересня 1940 року отримав диктаторські повноваження. Номінально Антонеску був прем'єр-міністром, а головою держави вважався король Міхай I, але фактично повну владу в Румунії мав саме Антонеску. За словами історика Адріана Чорояну, Антонеску використовував цей титул, щоб підкреслити свої зв'язки з Німеччиною, а після падіння режиму Залізної гвардії — також свою особисту владу в країні.
Пізніше титул використовувався як неофіційне звертання до президента Соціалістичної Республіки Румунія Ніколае Чаушеску, коли роль Румунської комуністичної партії послабла, і з'явився культ особистості Чаушеску. Паралельно рідше використовувався титул cârmaci (кермач), який запозичили з лексикону таких тоталітарних комуністичних режимів як в КНДР і в КНР, в часи правління Мао Цзедуна. Так само як і в ситуації з Антонеску, Чаушеску використовував цей титул для підкреслення особистої влади, а також, для того щоб показати його зв'язок з господарями Волощини та Молдавії, і вождями Дакії.